# Burg Wahrenholz
Die Burg Wahrenholz ist eine abgegangene Wallburg aus dem 11. Jahrhundert, die sich am Rande von Wahrenholz in Niedersachsen befindet.

## Lage und Aufbau
Die frühere Burgstelle liegt im Niederungsgebiet der Ise auf einer Wiese gegenüber einer Wassermühle. Die Befestigung war eine ovale Wall-Grabenanlage von 70 bis 75 Meter Durchmesser. Sie bestand aus einem 12 bis 16 Meter breiten Wall als Holz-Erde-Konstruktion, der an den Rändern durch Faschinen gesichert war.
Der Innenraum war ein Oval von etwa 22 × 32 Meter, in dem sich einzelne Holzbauten befanden. Die Anlage war von einem Burggraben umgeben, der von der vorbeifließenden Ise gespeist wurde. Die Ausgrabung im Jahr 2014 ergab, dass der Burggraben in zwei Phasen entstanden ist. Der erste Graben war nur rund 2 Meter breit und 60 Zentimeter tief. Später wurde er durch einen 10 Meter breiten und einen ein Meter tiefen Graben ersetzt. Die geringe Tiefe des Burggrabens war ausreichend, da die Anlage in einer feuchten Niederung lag.
Der Wall ist in früheren Zeiten abgetragen worden, so dass er im Gelände nicht mehr wahrnehmbar ist. Der Burggraben hat sich gut erhalten. Auf Luftbildern ist die Struktur der Anlage noch erkennbar.

## Geschichte
Erstmals urkundlich erwähnt wird die Burganlage zwischen 1013 und 1022 in Besitzaufzeichnungen des Bistums Hildesheim. Sie soll zum Schutz des Übergangs über die Ise unter Bischof Bernward von Hildesheim gegen Einfälle von Slawen 994 errichtet worden sein, ebenso wie die Mundburg an der Aller. Es wird angenommen, dass der geistliche Landesherr die Befestigung äußersten Rand seines Bistums als Militärposten gegen feindliche Überfälle anlegen ließ. Gleichzeitig könnte sie als administratives und wirtschaftliches Zentrum in einem wenig bevölkerten Siedlungsgebiet gedient haben. Die Burg wurde in der zweiten Hälfte des 11. Jahrhunderts durch ein Feuer zerstört.

## Archäologische Untersuchungen

### Erste Ausgrabungen
Bei der ersten Ausgrabung im Jahre 1873 wurden die Reste der Burganlage untersucht. Zu dieser Zeit handelte es sich noch um einen vier Meter hohen Hügel, der von einem 250 Meter langen Burggraben umgeben war. Es wurden Steine sowie Schutt und Keramik aus der Zeit um das 11. Jahrhundert gefunden. Bei einer weiteren Grabung 1916 durch einen Wahrenholzer Lehrer wurden in den Boden eingerammte Pfähle und weitere Keramik gefunden. 1919 führte der Prähistoriker Carl Schuchhardt eine Grabung durch. Er beschrieb die Anlage als künstlichen Rundhügel in der Flussniederung. Schuchhardt fand eine mit Faschinen abgesicherte zehn Meter breite Berme und einen Wall aus einer Holz-Erde-Konstruktion. Im Wallinneren wurden auf Anschüttungen Reste von Gebäuden gefunden, die in den Boden eingetieft waren. Eine Holzkohleschicht deutete darauf, dass die Gebäude abgebrannt sind. Bei der gefundenen Keramik handelte es sich um schwarzbraune bis schwarzgraue Scherben mit einfach umbiegenden Rändern, die in die Zeit um das Jahr 1000 bis in das letzte Drittel des 11. Jahrhunderts datiert wurden.

### Neuere Untersuchungen und Ausgrabung
In den Jahren 2006 bis 2014 kam es an der Burgstelle zu archäologischen Prospektionen. Diese erfolgten zunächst mittels Luftbildarchäologie, durch die der Burggraben anhand von Bewuchsmerkmalen zu erkennen war. Weitere geophysikalische Prospektionen durch geomagnetische und geoelektrische Messungen bestätigten die bei früheren Ausgrabungen entdeckten Strukturen der Anlage.

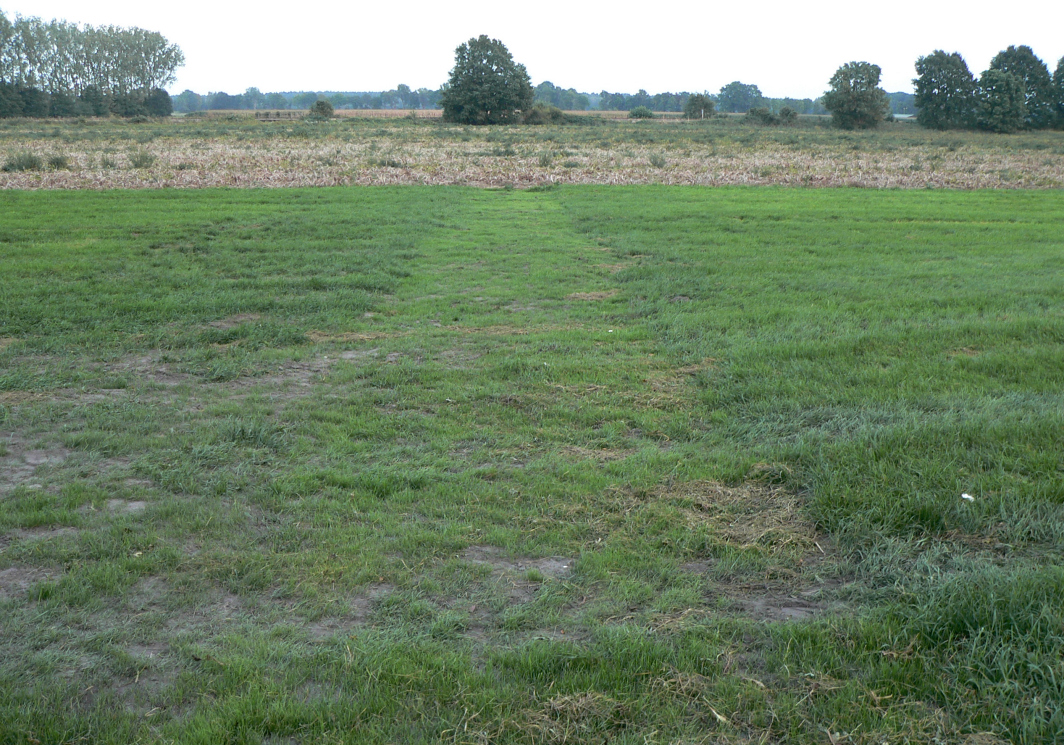
Der wieder verfüllte Grabungsschnitt zeichnet sich nach einigen Wochen noch hellgrün im Gras ab, 2014

Im August 2014 führte ein Forscherteam der Universität Göttingen und der Technischen Universität Braunschweig mit 14 Studierenden eine fünftägige Ausgrabung durch. Die Grabung bestand aus einem fast 40 Meter langen und 2,5 Meter breiten Bodenschnitt, der bis in eine Tiefe von 1,5 Meter reichte. Der Grabungsschnitt verlief von der Burgmitte quer durch die Anlage zum äußeren Wall und sollte stichprobenartig Einblicke in den Aufbau liefern. Dabei wurden Reste eines Bodenpflasters im Inneren der Burg freigelegt.
Zu den Fundstücke gehören 76 mittelalterliche Keramikscherben, die typisch für das 10. und 11. Jahrhundert in sächsischem Siedlungsgebiet sind. Zu den gefundenen Metallobjekten gehört ein Wellrandhufeisen. Die insgesamt geringe Fundmenge ist typisch für Wehranlagen dieser Zeitstellung in Nordwestdeutschland und kann auf das kurze Bestehen der Burg mit 70 bis 90 Jahren zurückzuführen sein.
Gefundene Eichenholzbalken haben sich aufgrund ihrer Lagerung im Feuchtbodenmilieu in der Wiese an der Ise gut erhalten. Eine dendrochronologische  Altersbestimmung bei 40 Proben ergab Zeitstellungen zwischen den Jahren 1030 und 1078 mit einzelnen Ausreißer in den 930er und 1200er Jahren. Nach der Ausgrabung wurde der Grabungsschnitt zum Schutz der weiteren Überreste im Boden wieder verfüllt.